# Cash Pussies
Cash Pussies fueron una banda creada por Fred Vermorel, autor (junto a su mujer Judy) del primer libro publicado sobre los Sex Pistols, The Inside Story, que se publicó poco después de que la banda se separase. Una especie de disco broma, el sencillo de Cash Pussies «99% Is Shit» presenta en la carpeta la conocida foto de Joe Steven de Sid Vicious ensangrentado, y la voz de Sid es destacada en la pista. «Cash Flow» es el lado B. Fue publicado en febrero de 1979, pocos días después de la muerte de Sid.

## Historia de Cash Pussies
La idea de crear el grupo surgió del matrimonio Vermorel. Fred Vermorel conocía a Malcolm McLaren desde que en 1965 coincidieran en la Escuela de Arte de Harrow, en Londres. Fred y Judy Vermorel recibieron el encargo de escribir un libro sobre Sex Pistols en agosto de 1977, el cual completaron antes de terminar el año, siendo editado por Star Books en enero de 1978.
A mediados de 1978, con motivo de un proyecto cinematográfico, contactaron con el grupo de música industrial Throbbing Gristle, entre cuyos miembros se encontraba Alex Fergusson (ex Alternative TV). Este proyecto se abandonó a finales de año, pero Fergusson siguió trabajando con Vermorel, comenzando a gestarse el proyecto de Cash Pussies. En diciembre de 1978, el nuevo grupo daba su primer concierto, en homenaje a la recientemente fallecida Nancy Spungen, la novia de Sid Vicious y en oposición a un concierto benéfico que se realizaba el mismo día para pagar los costes de la defensa de Sid, concierto en el que eran cabeza de cartel The Clash. El sonido de las canciones de Cash Pussies fue descrito como una especie de término medio entre Sex Pistols y ABBA.
La formación consistía en ese momento en: Sarah Osborne y Jan Parker a las voces, Alex Fergusson a la guitarra, y el bajista y el batería del grupo Security Risk, Andy Godfrey y Paul Kent respectivamente. Varios de los miembros fueron expulsados al mostrarse reticentes a seguir las líneas impuestas por los Vermorel. Así, se estableció una nueva formación con la cantante y modelo Diana Rich, Alex Fergusson (guitarra), Alan Gruner y Ray Weston.  Ésta fue la banda que grabó el famoso sencillo.
Cuando Cash Pussies lanzaron su único single, «99% Is Shit», Sid Vicious llevaba muerto sólo ocho días y éste era uno de los primeros intentos de hacer dinero gracias a su muerte. Clips de sonido de una entrevista realizada por los Vermorel a Sid aparecen en la cara A, incluyendo la frase que da título a la canción («El 99% es una mierda»). Los versos del estribillo («London Town where the Jews all pray») parodian además la letra de la única canción de Sex Pistols compuesta por Sid Vicious, «Belsen was a gas».
En la portada figuraba la mencionada foto de Sid ensangrentado (tomada en uno de los conciertos de la gira norteamericana), con los títulos de las canciones escritos en el cuello; en la contraportada, un primer plano de la cantante Diana Rich. 
El sencillo fue publicado el 10 de febrero de 1979, o bien en abril, por el pequeño sello The Label (cuyo lanzamiento más conocido fue el grupo Eater) de Dave Goodman, el conocido técnico de sonido de Sex Pistols que también les produjo sus primeras maquetas. Fue la referencia TLR 010 del sello. A pesar del revuelo causado y de reseñas en las revistas Sounds y NME, el disco apenas tuvo éxito. Después de otro concierto en junio de 1979, el grupo desapareció.
Por su rareza y sus peculiaridades, el disco de Cash Pussies ha llegado a ser objeto de culto y coleccionismo.

## Discografía
Sencillo
- «99% is shit» (3:01) / «Cash flow» (2:53) (The Label, TLR 010, 2/79).